# Roeltje
Roeltje (in het Frans: Petit Noël) is een stripfiguur bedacht door André Franquin ter gelegenheid van Kerstmis 1957.

## Geschiedenis
Uitgeverij Dupuis bracht in elk kerstnummer van weekblad Robbedoes een speciaal kerstverhaal. In 1957 kreeg Franquin de opdracht een verhaal te brengen. Daarvoor bedacht hij het jongetje Noël, naar het Franse woord voor Kerstmis. In het Nederlands kreeg hij de naam Roeltje.
Roeltje woont in Rommelgem. Hij is er eenzaam en zijn ouders zijn arme arbeiders. Op de vooravond van Kerstmis ontmoet hij de Marsupilami, met wie hij bevriend raakt. Een jaar later kreeg hij ook een kleine rol in De gevangene van Boeddha uit de reeks Robbedoes en Kwabbernoot.
Voor Kerstmis 1958 deed Franquin opnieuw een beroep op Roeltje. In Les étranges amis de Noël (letterlijk 'De vreemde vrienden van Noël', maar onvertaald) kreeg Roeltje gezelschap van de figuren op de verkeersborden van Rommelgem. In 1964 verscheen nog een kort verhaaltje rond Roeltje, Joyeuses Paquês (letterlijk 'Vrolijk Pasen', maar onvertaald), deze keer voor Pasen. Roeltje krijgt geen paaseieren, maar die fout wordt rechtgezet. Deze twee verhaaltjes werden later samen met Will herwerkt in twee kleine, geïllustreerde boekjes.
Na het stoppen van de stripreeks Robbedoes en Kwabbernoot in 1968 dook Roeltje nog een paar keer op in gags met de Marsupilami. Daarna verdween hij tot in 1990 de reeks werd toevertrouwd aan tekenaar Stibane en scenarist Serdu. Zij maakten een nieuw album rond Roeltje en de Elaoin, maar het werd geen succes. Op een klein rolletje in de Marsupilamireeks na is het sindsdien stil gebleven rond dit personage.

## Roeltje en de Elaoin
In 1959 bracht Franquin ook weer een kerstverhaal, een volledig verhaal van 42 pagina's, op vraag van hoofdredacteur Yvan Delporte: Roeltje en de Elaoin.

### Verhaal

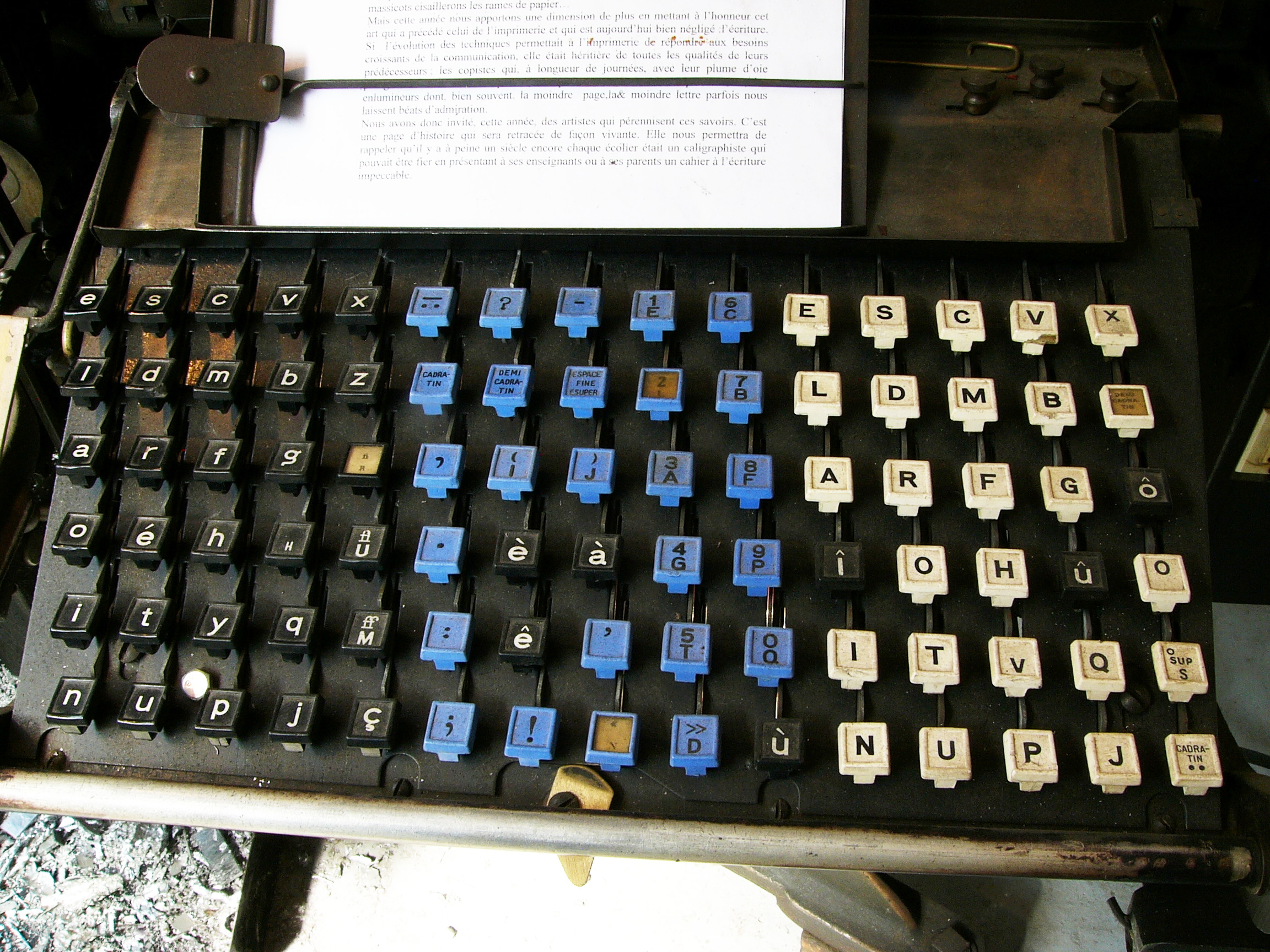
Linotype-klavier

Roeltje is alleen op straat, want zijn ouders moeten werken op de vooravond van Kerstmis. In het park ontmoet hij een uitvinder die hem de robot Elaoin Sdretu schenkt. De Franse naam 'Elaoin Sdrétu' is afgeleid van een typische lettercombinatie die te zien is bij het verbeteren van drukfouten op de Linotype-zetmachine. Deze zetmachine werd van ongeveer 1900-1980 algemeen gebruikt voor het zetten van kranten en boeken. In het Nederlands heet dit verschijnsel 'Etaoin Shrdlu'. Het is te vergelijken met de lettercombinatie voor toetsenborden, 'QWERTY' of 'AZERTY'. De Elaoin heeft een afstandsbediening, maar Roeltje laat die per ongeluk in de robot vallen. Daardoor begint die te leven. De robot blijkt heel vriendelijk te zijn, maar heeft ook een aantal nadelen: hij heeft heel veel elektriciteit nodig om zichzelf op te laden en steelt ook olie uit auto's om te blijven werken. Verder kan hij het weer beïnvloeden en kan hij zowat elk product maken, al moet hij daarvoor soms wel een ander voorwerp opofferen. Op het einde van het verhaal loopt de Elaoin weg, niemand weet waarheen.
In de verhalen van Stibane en Serdu keert de Elaoin terug en beleeft Roeltje er nieuwe avonturen mee in Rommelgem. Als Roeltje verliefd wordt op Suzy, blijkt de Elaoin heel jaloers te zijn. Roeltje krijgt een echte vriend nadat die hem heeft geholpen de gekidnapte Elaoin terug te vinden.

## Albums

### Eigen albums
- Franquin, Roeltje en de Elaoin, Magic Strip, 1982
- Stibane, Serdu en Franquin, Roeltje en de Elaoin 1, Bekende gezichten, Marsu Productions, 1990

### In andere reeksen
- Franquin, Jidéhem en Greg, Robbedoes en Kwabbernoot 14, De gevangene van Boeddha, Dupuis, 1960: onder de naam Wim
- Franquin, Gos, Jidéhem en Peyo, Robbedoes en Kwabbernoot 19, Homeles in Rommelgem, Dupuis, 1969
- Franquin, Robbedoes en Kwabbernoot 24, Tembo Taboe, Dupuis, 1974: korte verhaaltjes met de Marsupilami
- Franquin, Guust en de Marsupilami, Dupuis, 1978: korte verhaaltjes met de Marsupilami
- Franquin, Marsupilami 0, Vang 'ns een Marsupilami, Marsu Productions, 2002
- Batem en Dugomier, Marsupilami 15, Wat is dit voor 'n circus?, Marsu Productions, 2001